# 全氟甲基环己烷
全氟甲基环己烷（英語：Perfluoromethylcyclohexane）是一种碳氟化合物，为甲基环己烷的全氟衍生物，具有化学惰性和生物惰性，常用于制冷剂、绝缘液和示踪剂。

## 制造
全氟甲基环己烷可以由Fowler工艺得到，该方法涉及在甲苯气相中用氟化钴与氟气产生的三氟化钴进行氟化。与甲基环己烷作为起始原料相比，用甲苯所需氟较少。

## 性质
全氟甲基环己烷具有化学惰性和热稳定性，可耐超400 °C高温，且没有毒性。
其为无色透明液体，具有高密度、低粘度、低表明张力，可溶解很多气体，但固态和液体溶解度较低。
相比于其他全氟代环烷烃，全氟甲基环己烷可以在极低的浓度下被检测到，因此是一种很好的示踪剂。